# Ormiscodes alanus
Ormiscodes alanus är en fjärilsart som beskrevs av Alpheus Spring Packard 1914. Ormiscodes alanus ingår i släktet Ormiscodes och familjen påfågelsspinnare. Inga underarter finns listade i Catalogue of Life.